# Draba cryptantha
Draba cryptantha är en korsblommig växtart som beskrevs av Joseph Dalton Hooker. Draba cryptantha ingår i släktet drabor, och familjen korsblommiga växter. Inga underarter finns listade i Catalogue of Life.